# Districtul Chiang Saen
Chiang Saen (în thailandeză เชียงแสน) este un district (Amphoe) din provincia Chiang Rai, Thailanda, cu o populație de 51.948 de locuitori și o suprafață de 554,0 km².

## Componență
Districtul este subdivizat în 6 subdistricte (tambon), care sunt subdivizate în 72 de sate (muban).
| Nr. | Nume       | În thailandeză | Sate | Locuitori |  |
| --- | ---------- | -------------- | ---- | --------- |  |
| 1.  | Wiang      | เวียง           | 10   | 10,807    |  |
| 2.  | Pa Sak     | ป่าสัก           | 13   | 8,337     |  |
| 3.  | Ban Saeo   | บ้านแซว         | 15   | 11,444    |  |
| 4.  | Si Don Mun | ศรีดอนมูล        | 14   | 8,120     |  |
| 5.  | Mae Ngoen  | แม่เงิน          | 12   | 8,463     |  |
| 6.  | Yonok      | โยนก           | 8    | 4,777     |  |